# Oltre gli scogli
Oltre gli scogli (titolo originale Beyond the Rocks) è un romanzo del 1906 scritto da Elinor Glyn.

## Trama
Teodora, la figlia più giovane e bella di Fitzgerald, capitano di marina in pensione, viene indotta a sposare Josiah Brown per risolvere i problemi finanziari del padre, uomo dalle mani bucate. Anche le due sorellastre di Teodora sono favorevoli al matrimonio, ritenendo che il destino di una donna sia quello di sposare un uomo che possa mantenerla. Sarebbero ben felici di fare il gran passo al posto della sorella minore, ma la prima, Sara, è ormai sulla trentina; la seconda, Clementina, è piuttosto brutta. 

Brown è un cinquantenne malaticcio. Durante la luna di miele cade vittima di un'insidiosa bronchite. La coppia soggiorna prima a Hyères, poi a Parigi, dove Teodora vive ritirata in casa, ad accudire il consorte. 
Chi la porta via da casa è suo padre, in visita a Parigi, che vuole approfittare dell'eleganza e della bellezza della figlia, messa in risalto dai ricchi vestiti che ora si può permettere, per affascinare una ricca vedova americana che lui vuole conquistare. 
Nell'allegra brigata che attornia sempre la donna ai suoi pranzi e alle cene, Teodora nota (e viene da lui notata) un giovane e bell'aristocratico inglese, Lord Bracondale che comincia a corteggiarla con assiduità. Il romanzetto viene aiutato dalla vedova McBride, che organizza festicciole, merende e passeggiate per agevolare gli incontri tra i due giovani. 
Brown, dal canto suo, rimesso in salute e lusingato dal fatto che la moglie venga accolta con tanta familiarità da gente per lui così elegante, accetta di buon grado di partecipare alla vita sociale della vedova.
Durante una visita a Versailles, il capitano Fitzgerald lascia "incustodita" la figlia perché vuole dichiararsi alla vedova. Teodora passa la giornata con Ettore, il suo spasimante e, complice la romantica atmosfera del parco che ha visto l'amore di Maria Antonietta per Fersen, la giovane sposa cede: sarà solo un'ora di passione, si ripromettono i due, che poi pagheranno per tutta la vita.
Divisi dai loro doveri di società, i due giovani si ritroveranno prima a Londra, a teatro e a un ballo, poi ospiti per le feste di Pentecoste nel castello di Fitzgerald, parente nobile del padre di Teodora. La possibilità che lo stare per qualche giorno sotto lo stesso tetto possa far cadere in uno scandalo la giovane e innocente Teodora mette in ansia la sorella di Ettore, Anna, che prega un suo caro amico, soprannominato "Il Corvo", di vegliare sui due innamorati. 
In effetti, la situazione al castello si rende sempre più pericolosa e Teodora, con la morte nel cuore, decide di chiedere a Ettore di andar via per non vederlo più. Tra coloro che si rendono conto della loro relazione vi è anche Morella, una compagna d'infanzia di Ettore che da sempre pensa di esserne la sposa predestinata. 
Furibonda e gelosa, vede sul tavolo dove gli ospiti lasciano la posta, due lettere che indovina essere di Teodora. Non riesce a trattenersi e le prende. In camera sua, le apre con il vapore e, senza neanche leggerle, le scambia nelle buste: quella indirizzata a Ettore sarà spedita a Brown, quella di Brown sarà destinata a Ettore. Poi, in gran fretta, per non perdere l'ultima levata della posta, le riporta giù. 
Brown, che per affari ha lasciato la moglie sola al castello, ora sogna una nuova vita con la sua sposa, sempre sollecita e affettuosa nei suoi confronti. Ma, al leggere la lettera, i suoi sogni si infrangono.
In realtà, si rende conto che la moglie non lo ha mai tradito e che, anzi, ha deciso di dedicargli, per onore e per il voto scambiato, tutti gli anni che verranno, rinunciando all'amore del giovane Bracondale. Un amore di cui non è colpevole, perché non ha fatto nulla per sollecitarlo. Brown non si riprenderà più dal colpo. Consapevole di aver comperato l'amore della moglie, rimanda a Bracondale la lettera a lui indirizzata con alcune righe dove gli chiede di non far mai sapere a questa di esser venuto a conoscenza della faccenda. 
I suoi malanni lo tornano a colpire e ben presto lo portano alla morte. 
Bracondale che, ligio alla promessa fatta a Teodora, si trova sempre all'estero, viene a sapere che lei è rimasta vedova. Organizza quindi subito di mettersi alla sua ricerca. 
Morella, dal canto suo, non riesce a capacitarsi di come non sia scoppiato lo scandalo quando Brown è venuto a sapere della relazione della moglie. Alla morte di Brown, scopre che l'uomo era rimasto vittima di un colpo subito dopo il rientro a Londra dal castello: capisce che è stata lei la causa di quel trauma e di aver spianato, con la sua bella idea, la strada alla vedova... 
La signora McBride, ora signora Fitzgerald dopo che ha sposato il capitano, ritiene di essere stata una delle cause della grande passione scoppiata tra Teodora ed Ettore. Si sente in dovere di organizzare per loro un incontro che, ovviamente, avrà luogo nel magico parco di Versailles. 
Adesso, finalmente, Teodora può rifugiarsi, senza sentirsi colpevole, tra le braccia dell'amato, ora che la loro imbarcazione ha superato il mare in tempesta e ha trovato rifugio in una baia tranquilla, oltre gli scogli.

## Adattamenti cinematografici
Nel 1922, il romanzo fu adattato per lo schermo con il film L'età di amare (Beyond the Rocks) prodotto dalla Paramount: interpretato da Gloria Swanson e Rodolfo Valentino, fu l'unica volta che i due celebri attori interpretarono un film insieme. La regia era di Sam Wood.

## Edizioni
- Eleonora Glyn, Oltre gli scogli, Adriano Salani, 1926,  p. 329.